# Chloroclystis acervicosta
Chloroclystis acervicosta là một loài bướm đêm trong họ Geometridae.